# Monster (Kiss-Album)
Monster ist das 20. Studioalbum der US-amerikanischen Hard-Rock-Band Kiss. Es wurde 2011 aufgenommen und am 5. Oktober 2012 in Europa, in den Vereinigten Staaten am 9. Oktober veröffentlicht, drei Jahre nach dem vorherigen Studioalbum.

## Entstehungsgeschichte

### Aufnahmen
Der Erfolg des 2009 veröffentlichten Albums Sonic Boom und der anschließenden Welttournee bewog die Gruppe dazu, ein weiteres Album aufzunehmen und zu veröffentlichen.
Während „Sonic Boom“ vor der digitalen Bearbeitung mit Pro Tools im analogen Verfahren, also auf Tonbänder, aufgenommen wurde, wurde für „Monster“ ein besonderes digitales Aufnahmeverfahren genutzt. Grund für den Systemwechsel war die Tatsache, dass bei der rein analogen Aufnahme längere Pausen für das Überspielen der Aufnahmen zum Pro Tools-System entstanden, die neben der erforderlichen Zeit auch Geld kosteten. Daher entschieden sich die Produzenten für das System „CLASP“ (Closed Loop Analog Signal Processor), das von der Firma Endless Analog entwickelt worden war. Das System kombiniert die klanglichen Vorzüge analoger Bandmaschinen mit den einfachen Editier- und Mixingmöglichkeiten Digitaler Audio Workstations.
Am 8. April 2011 begann die Gruppe mit den Vorbereitungen für die Aufnahmen, am 13. April begannen die Studioarbeiten in den Conway Studios in Los Angeles. Die von den Einzelmitgliedern für das Album geschriebenen Songs wurden zunächst gemeinsam geprobt, bevor die Band sich an die Aufnahme des jeweiligen Titels machte. Bei den Aufnahmen waren stets alle vier Mitglieder der Gruppe anwesend und arbeiteten gemeinsam an den jeweiligen Aufgaben. Die Produktion des Albums oblag, wie schon bei Sonic Boom, Paul Stanley, dem Greg Collins assistierte. Dabei trug Stanley die gesamte Verantwortung für die Produktion: Er wählte die zu verwendenden Titel aus, er bestimmte, wie im Studio gearbeitet wurde, und er ließ keine Außenstehenden beim Songwriting zu. Das fertige Album sollte 10 Titel enthalten, andere Lieder waren als Boni für weitere Veröffentlichungen (z. B. Maxi-Singles o. ä.) vorgesehen. Es war geplant, das Album ohne Ballade zu veröffentlichen. Der Titel, Monster, wurde am 21. August 2011 offiziell bekannt gegeben.
Obwohl das Album zum Jahreswechsel 2011/2012 weitestgehend fertiggestellt und eine Veröffentlichung für den Frühsommer 2012 vorgesehen war, verschob sich der Veröffentlichungstermin wiederholt und wurde in Deutschland schließlich auf den 5. Oktober 2012 festgesetzt. Vorab wurde am 2. Juli 2012 die Single Hell or Hallelujah veröffentlicht; in den USA erschien sie am 3. Juli 2012. Als Distributor für Single und Album konnte die Gruppe die Firma „Universal Music Enterprises“ (UMe) gewinnen. Am 3. Oktober 2012 waren über den Musik-Streamingdienst SoundCloud mit Long Way Down und All For The Love Of Rock And Roll zwei weitere Songs des Albums vor Verkaufsstart zu hören.

### Veröffentlichung
Die Veröffentlichung des Albums erfolgte am 5. Oktober 2012. Bereits im September 2012 wurden Hörproben der auf dem Album enthaltenen Lieder in verschiedenen europäischen iTunes Stores verfügbar gemacht, in Deutschland jedoch noch nicht. Der Manager der Band, Doc McGhee, kündigte am 4. September 2012 auf einer Veranstaltung der „Society of Leaders in Development“ in Nashville eine weitere Singleauskopplung sowie eine „Monster-Kampagne“ für Oktober 2012 an.
Das Album wurde weltweit in verschiedenen Versionen angeboten. Neben der Standardausgabe auf CD gab es eine limitierte Ausgabe mit dreidimensional wirkendem Coverfoto, als weitere Ausführungen wurden eine Schallplatte sowie ein Download angeboten. Letzterer enthielt mit Right Here Right Now einen Bonustrack. In den USA wurde das Album zusammen mit einem Magazin als sogenanntes „Zinepak“ angeboten, in Kanada gab es zusammen mit der CD einen Gutschein für eine einjährige Mitgliedschaft im Fanclub der Band, der Kiss Army, außerdem einen in 3D ausgeführten Aufkleber mit dem Coverfoto des Albums.

## Titelliste
1. 4:07 – Hell or Hallelujah (Stanley)
2. 2:55 – Wall Of Sound (Stanley, Simmons, Thayer)
3. 3:35 – Freak (Stanley, Thayer)
4. 3:01 – Back To The Stone Age (Stanley, Simmons, Thayer, Singer)
5. 4:04 – Shout Mercy (Stanley, Thayer)
6. 3:51 – Long Way Down (Stanley, Thayer)
7. 4:06 – Eat Your Heart Out (Simmons)
8. 3:41 – The Devil Is Me (Stanley, Simmons, Thayer)
9. 4:29 – Outta This World (Thayer)
10. 3:21 – All For The Love of Rock & Roll (Stanley, Simmons, Thayer)
11. 3:24 – Take Me Down Below (Stanley)
12. 3:05 – Last Chance (Stanley, Simmons, Thayer)
13. 3:58 – Right Here Right Now (Stanley, Thayer), iTunes-Bonustrack

## Rezeption
Bei der Leserwahl von „Ultimate Classic Rock“ erzielte Kiss ein herausragendes Ergebnis: Monster wurde zum Album des Jahres 2012 gewählt, die Single Long Way Down zum Song des Jahres. Zusätzlich gewann die Band Preise für den Werbefilm des Jahres und Foto des Jahres, beide bezogen auf Monster.
Classic Rock urteilte über Monster, das Album erweise „sich einfach als solides Rock-Epos mit starken Blues-Anleihen, vielen netten psychedelischen Elementen, Referenzen an Beatles, Who und Humble Pie, aber auch zahlreichen Selbstzitaten.“ Dies gelte „vor allem lyrisch, da es einmal mehr um Dämonen, Sex, Freaks, und noch mehr Sex“ gehe. Dies mache Monster „zu einem typischen Kiss-Album. Wenn auch zu einem der besseren...“
Rocks schrieb, mit Monster sei Kiss „zum zweiten Mal nach Sonic Boom (2009) das Kunststück gelungen, so perfekt aus ihrem eigenen Erbe zu klauen,“ dass man tatsächlich glaube, es seien „neue Kompositionen.“ Das „ständige Noch-einen-drauf-Setzen, dieses bis zur Arroganz demonstrierte Selbstbewusstsein“ fasziniere „den Spießbürger und Kleinstädter in uns allen: »Let me hear ya!«.“ Jörg Staude, Autor der Rezension, stellt die Frage, ob man „weitere Songs über den Dämon (The Devils is Me) oder den außerirdischen Leadgitarristen (Outta This World) oder die Liebe zur Rockmusik (All for the Love of Rock’n’Roll) oder noch eine Ode an die Freiheit“ brauche, und schließt mit dem Fazit: „Wenn das Ganze so viel Spaß“ mache „und zudem in den herrlichsten Kiss-Sound der Siebziger gegossen worden sei,“ dann laute „die Antwort: ja!“
Ben Hiltrop von „teleschau – der mediendienst“ schrieb im Oktober 2012 Monster sei „pures und lautes Entertainment, das absolut frisch und unverbraucht, aber jederzeit nach den alten Kiss“ klinge.
Mit Monster kehrten „die Rock-Dinosaurier zu ihren Ursprüngen zurück,“ schrieb die „Kreiszeitung“ aus Syke. Das Album biete „wenig Experimente, was alteingesessene Fans freuen“ dürfe, „sondern soliden Gitarrenrock,“ und es komme „auch mal melodiöser (Back to the Stone Age) oder ruhiger (Long Way Down) daher.“ Der „eine oder andere Song wie etwa Take me Down Below“ habe „durchaus Hymnen-Charakter.“ Doch alles klinge „mitreißend, leidenschaftlich – und sehr nach Kiss.“
David Rybol von undergrounded.de bewertet das Album als Besinnung auf die Wurzeln, woran Tommy Thayer als einstmaliger „Die Hard“-Fan und seit 2002 als Gitarrist und Songwriter maßgeblich beteiligt ist.  (Bewertung mit 8,5 von 10 Punkten.)